# Deheubarth
Deheubarth (bogstaveligt "Højrehånds del", således "Syden") var et regionalt navn for rigerne i det sydlige Wales, særligt overfor Gwynedd (Latin: Venedotia). Det bruges nu som en forkortelse for de forskellige riger, der var samlet under huset Dinefwr, men Deheubarth blev i sig selv ikke betragtet som et egentligt kongerige på samme måde som Gwynedd, Powys eller Dyfed, hvilket også ses på hvordan det på latin skrives som dextralis pars eller Britonnes dexterales ("De sydlige brtoner") og ikke som et navngivet land. I de ældste britiske skrifter blev Deheubarth brugt til at omtale hele det moderne Wales til at adskille det fra Hen Ogledd (Y Gogledd), de nordlige områder hvorfra Cunedda og Cymry kommer.